# Riot (Scooter)
Riot è un singolo del gruppo musicale tedesco Scooter, pubblicato nel 2015, primo estratto dall'album Ace uscito nel febbraio 2016, e brano di lancio del Can't Stop the Hardcore Tour. Il brano è particolare poiché torna alle radici del gruppo, adottando uno stile hands up.  È stato pubblicato solo in formato digitale e contiene una sola traccia.

## Storia
Alla fine del 2014, è stato annunciato che il prossimo grande tour si sarebbe tenuto solo nel 2016, facendo pensare che il 2015 sarebbe passato senza grandi novità. Tuttavia, la versione SPY di Radiate ha introdotto alcune novità significative rispetto alla versione dell'album. In estate, è stato annunciato un grande concerto ad Amburgo, invitando i fan a partecipare. L'evento si è tenuto il 28 agosto, e la canzone di apertura è stata Riot, un nuovo brano che è stato contemporaneamente reso disponibile su iTunes come singolo. La particolarità del brano è che richiama i classici brani degli Scooter, essendo veloce, ritmico e nello stile hands up degli anni 2000, includendo anche una chitarra. Nel 2015, lo stile hands up ha acquisito maggiore importanza in Germania, con diversi DJ classici tedeschi che hanno iniziato a creare in questo stile. Inoltre, H.P. ha scritto un testo completo senza utilizzare il microfono Shure.

## Tracce
1. Riot – 3:08

## Videoclip
Il giorno della première del brano, il 28 agosto 2015, è stato registrato anche l'inizio del concerto ad Amburgo con telecamere a 360 gradi. Questo è il primo videoclip degli Scooter girato in questo modo, visualizzabile in modo speciale su YouTube. Il video dura 8 minuti, includendo l'intro e One (Always Hardcore), non essendo quindi un tradizionale videoclip ma più una registrazione di concerto. È il primo video degli Scooter in qualità 4K, anche se le limitazioni tecniche lo rendono pienamente efficace solo in alcuni punti.